# Liste der türkischen Botschafter in der Schweiz
Liste der türkischen Botschafter in der Schweiz.

## Botschafter
- 1923–1924: Ahmet Rüştü Demirel
- 1924–1925: Refik Birgen
- 1925–1929: Mehmet Münir Ertegün
- 1930–1936: Cemal Hüsnü Taray
- 1936–1942: Hasan Vasfi Menteş
- 1942–1949: Yakup Kadri Karaosmanoğlu
- 1949–1951:
- 1951–1954: Yakup Kadri Karaosmanoğlu
- 1954–1957: Faik Zihni Akdur
- 1957–1960: Fahrettin Kerim Gökay
- 1960–1964: Zeki Kuneralp
- 1964–1965: Adnan Kural
- 1965–1966: Nejad Kemal Kavur
- 1966–1969: Necmettin Tuncel
- 1969–1972: Cemil Vafi
- 1972–1979: Suat Bilge
- 1979–1984: Doğan Türkmen
- 1984–1986: Özdemir Yiğit
- 1986–1989: Ali Haydar Saltık
- 1989–1992: Behiç Hazar
- 1992–1993: Aydın Yeğen
- 1993–1993: Kaya Toperi
- 1993–1995: Ergül Bakay
- 1995–1996: Rıza Türmen
- 1996–1998: Taner Baytok
- 1998–2000: Erdal Tümer
- 2000–2004: Metin Örnekol
- 2004–2009: Alev Kılıç
- 2009–2010: Mustafa Oğuz Demiralp
- 2010–2014: Tanju Sümer
- 2014–2016: Mehmet Tuğrul Gücük
- 2016–2021: İlhan Saygılı
- Seit 2021: Emine Ece Özbayoğlu Acarsoy